# HD71534
HD71534 — хімічно пекулярна зоря спектрального класу F2, що має видиму зоряну величину в смузі V приблизно  7,0.
Вона  розташована на відстані близько 799,4 світлових років від Сонця.